# Sign o' the Times
Sign o' the Times, eller Sign “☮” the Times, är Princes nionde studioalbum, utgivet den 31 mars 1987. Albumet nådde sjätte plats på Billboard 200 och fjärde plats på UK Albums Chart. Singellåten "U Got the Look" tog sig upp på andra plats på Billboard Hot 100.

## Låtlista
Alla låtar är komponerade av Prince, om inget annat anges.
Sida A
1. "Sign “☮” the Times" – 4:57
2. "Play in the Sunshine" – 5:05
3. "Housequake" – 4:42
4. "The Ballad of Dorothy Parker" – 4:01

Sida B
1. "It" – 5:09
2. "Starfish and Coffee" (Prince, Susannah Melvoin) – 2:50
3. "Slow Love" (Prince, Carole Davis) – 4:22
4. "Hot Thing" – 5:39
5. "Forever in My Life" – 3:30

Sida C
1. "U Got the Look" – 3:47
2. "If I Was Your Girlfriend" – 5:01
3. "Strange Relationship" – 4:01
4. "I Could Never Take the Place of Your Man" – 6:29

Sida D
1. "The Cross" – 4:48
2. "It's Gonna Be a Beautiful Night" (Prince, Doctor Fink, Eric Leeds) – 9:01
3. "Adore" – 6:30

## Singlar
- "Sign “☮” the Times" (18 februari 1987)
- "If I Was Your Girlfriend" (6 maj 1987)
- "U Got the Look" (14 juli 1987)
- "I Could Never Take the Place of Your Man" (3 november 1987)

## Musiker
- Prince – sång, gitarr m.m.
- Susannah Melvoin – bakgrundssång
- Eric Leeds – saxofon
- Atlanta Bliss – trumpet
- Sheena Easton – sång på "U Got the Look"
- Sheila E. – trummor, percussion
- Wendy Melvoin – gitarr, bakgrundssång, tamburin, congas
- Lisa Coleman – bakgrundssång, sitar, blockflöjt